# Купенский, Борис Израилевич
Борис Израилевич Купе́нский (1916 — 1982) — инженер-конструктор, кораблестроитель, главный конструктор сторожевых кораблей типа проекта 50, больших противолодочных кораблей проекта 61 типа «Комсомолец Украины» и атомных ракетных крейсеров проекта 1144 «Орлан».

## Биография
Родился 10 (23 ноября) 1916 года в Очакове (ныне Николаевская область, Украина).
В 1940 году после окончания Николаевского кораблестроительного института работал в КБ судостроительного завода.
С 1947 года Б. И. Купенский заместитель главного конструктора, с 1953 года — главный конструктор сторожевых кораблей проекта 50 типа «Горностай». Для советского военно-морского флота было построено 68 кораблей проекта знаменитого «Полтинника».

В 1955—1979 годах являлся главным конструктором проекта в ЦКБ-53 в Ленинграде (ныне Северное проектно-конструкторское бюро).
С 1957 года Б. И. Купенский был главным конструктором Больших противолодочных кораблей проекта 61. Первый головной корабль этой серии «Комсомолец Украины» был заложен 15 сентября 1959 года на стапеле завода № 445 имени 61 коммунара в Николаеве.

В 1968 — 1982 годах был главным конструктором первого в ВМФ СССР боевого надводного корабля с ядерной энергетической установкой и головного в серии атомных ракетных крейсеров проекта 1144 типа «Киров».
Умер 12 мая 1982 года. Похоронен в Ленинграде на Серафимовском кладбище.

## Корабли спроектированные Б. И. Купенским
- СКР проекта 50 типа «Горностай»
- БПК проекта 61 «Комсомолец Украины».
- ТАКР проекта 1144 «Киров»

## Награды и премии
- два ордена Трудового Красного Знамени
- орден «Знак Почёта»
- медали
- Сталинская премия первой степени (1951) — за работу в области техники
- Ленинская премия (1966) — за создание принципиально нового корабля, на котором впервые в практике военного кораблестроения были установлены газотурбинная энергетическая установка, работающая на вал, корабль имел зенитно-ракетное вооружение.

## Семья
- жена — Купенская Светлана Аркадьевна (1922—2006)